# Jessie Royce Landis
Jessie Royce Landis, geboren als Jessie Medbury (Chicago, 25 november 1896 - Danbury (Connecticut), 2 februari 1972) was een Amerikaanse actrice.

## Levensloop en carrière
Jessie Medbury werd geboren in Chicago. In het begin van haar carrière speelde ze in het theater. Later zou ze overgaan naar de filmwereld. In 1949 speelde ze haar eerste filmrol in Mr. Belvedere Goes to College. Haar grootste rollen speelde ze tegenover Cary Grant, in 1955 in To Catch a Thief en in 1959 in North by Northwest. Ze speelde in The Swan (1956) de moeder van Grace Kelly.
Medbury was driemaal getrouwd. Haar eerste man was Perry Lester Landis, wiens achternaam ze aannam. Landis overleed op 75-jarige leeftijd in 1972.
- Biblioteca Nacional de España: XX1398590
- Bibliothèque nationale de France: cb140393141 (data)
- Gemeinsame Normdatei: 173867421
- International Standard Name Identifier: 0000 0003 5858 8890
- Library of Congress Control Number: no95008493
- Nationale Bibliotheek van Israël: 987007460034105171
- SNAC: w64w04rj
- Système universitaire de documentation: 066774942
- Virtual International Authority File: 207388998
- WorldCat: E39PBJg8FJq9PkxX7hDG7X6VG3